# Fallout Tactics: Brotherhood of Steel
Fallout Tactics: Brotherhood of Steel là một game nhập vai chiến thuật thời gian thực theo lượt lấy bối cảnh hậu tận thế trong vũ trụ Fallout. Fallout Tactics được hãng Micro Forté phát triển và 14 Degrees East phát hành vào ngày 14 tháng 3 năm 2001 cho Microsoft Windows. Trò chơi tiếp tục nói về tổ chức Brotherhood of Steel khi nó tham gia vào một cuộc chiến tranh khốc liệt. Dù game diễn ra trong vũ trụ Fallout, nhưng nó không bám theo hoặc tiếp tục câu chuyện về Fallout hay Fallout 2 nữa. Fallout Tactics được vận chuyển cùng với một đĩa CD bonus khi được đặt hàng trước. Đĩa CD bonus gồm có phần Fallout: Warfare, một trò chơi thu nhỏ trên sa bàn dựa trên vũ trụ Fallout, cũng như thêm vào một màn phụ bổ sung cho phần chơi chính xảy ra ở Springfield, Illinois.
Do sự mâu thuẫn với câu chuyện và bối cảnh của những bản này, những người sáng tạo ra Fallout 3 đã xem Fallout Tactics là bản không theo đúng chuẩn mực của dòng Fallout. Với sự ra mắt Fallout 3 của Bethesda Softworks, sự tồn tại của phe tàn dư của Brotherhood của trò chơi được coi là ít nhất chỉ tuân theo một nửa chuẩn mực của dòng Fallout, với các thành viên Brotherhood of Steel trong game giải thích rằng Brotherhood đặt bản doanh tại Chicago trong Fallout Tactics "...theo hướng tinh nghịch. câu chuyện dài dòng".

## Cốt truyện
Fallout Tactics lấy bối cảnh thế giới thời kỳ hậu tận thế trở nên điêu tàn vì bị chiến tranh hạt nhân tàn phá khủng khiếp, những người còn sống sót sau thảm họa nguyên tử đã cùng nhau xây dựng nên mạng lưới hầm trú ẩn mang tên Vault dùng để chứa đựng những gì tốt nhất và xán lạn nhất của nhân loại. Được che chở khỏi cái chết sắp xảy ra, con cháu của những người này đã có đủ khả năng phục hồi và tái sinh Trái Đất. Tuy vậy, trước khi toàn bộ mạng lưới Vault kịp thời hoàn thành thì một cuộc chiến tranh hạt nhân nổ ra. Tại California, một đơn vị quân đội đã buộc phải trú ẩn tại một cơ sở khoa học trong cảnh bom rơi đạn lạc khắp nơi. Những người này phát hiện ra các nhà khoa học "trốn tránh" đang thực hiện các thí nghiệm vô đạo đức đối với con người. Họ đào ngũ, chấm dứt các cuộc thí nghiệm, và lẩn trốn cho đến khi nào họ tin rằng bên ngoài được an toàn. Nổi lên tương đối không bị tổn hại gì mấy với nguồn cung cấp phong phú loại công nghệ trước chiến tranh, họ sớm phát triển thành một thế lực hùng mạnh trong khu vực gọi là Brotherhood of Steel. Trải qua nhiều năm, tổ chức này đã thành công trong việc thuần hóa vùng đất của kẻ cướp và những mối đe doạ đột biến khi họ tìm kiếm nhiều công nghệ hơn dành để xây dựng lại nền văn minh của riêng mình.
Mặc dù Brotherhood là một trong những thế lực hùng mạnh nhất tại vùng đất hoang, cuộc chiến tranh tiêu hao vẫn còn là một vấn đề mang tính thời sự, và họ đã gặp phải thách thức về nhu cầu tuyển mộ thành viên mới. Một phe ủng hộ cho phép các bộ lạc (con người sống ở bên ngoài) tham gia vào tổ chức và tăng cường hàng ngũ của họ, trong khi một số khác lại muốn giữ nguyên vẹn Brotherhood. Cuối cùng, phần lớn ủng hộ việc duy trì sự độc lập của Brotherhood, và thiểu số ủng hộ việc mở rộng ra bên ngoài đã được cử đi qua các ngọn núi với những chiếc airship khổng lồ dùng để tiêu diệt tàn dư của quân đội siêu đột biến. Tuy nhiên, cơn bão sấm sét thảm khốc đã tấn công đoàn hộ tống trong suốt cuộc hành trình, phá hủy nhiều chiếc tàu và làm thiệt mạng các nhà lãnh đạo cuộc viễn chinh cùng với họ. Sau khi tập hợp lại, và thoát khỏi các thành viên của Brotherhood ở California, những người sống sót bị buộc phải vượt qua khu di tích Chicago, không thể liên lạc với căn cứ chính của họ để được trợ giúp. Bất chấp tình hình ngày càng xấu đi, số thành viên Brotherhood còn lại đã cố gắng thành lập khu căn cứ đầu tiên gần Chicago và dựng lên một Brotherhood mới sẽ phát triển và mở rộng bằng cách tuyển mộ những người bên ngoài và bành trướng thế lực ra xung quanh. Người chơi trong vai một tân binh Brotherhood of Steel miền Trung Tây được tổ chức giao phó nhiệm vụ tìm hiểu mục đích cuối cùng của Brotherhood California, đồng thời lên đường tìm kiếm Vault Zero, Trung tâm chỉ huy nhân nguyên tử và điều hành mạng lưới Vault trước chiến tranh còn lưu giữ những công nghệ cao nhất hiện nay rất hữu ích cho công cuộc khôi phục nền văn minh nhân loại.

## Lối chơi
Không giống như hai trò Fallout trước đó, Fallout Tactics nhấn mạnh vào phần chiến đấu mang tính chiến thuật và chiến lược. Người chơi có nhiều tương tác hạn chế hơn với các nhân vật phụ, nhưng vẫn giao dịch bình thường, và một số nhiệm vụ kèm theo cả phần đối thoại. Thay vì là các thị trấn, Fallout Tactics tập trung quanh các điểm boong ke và nhiệm vụ của Brotherhood. Boong ke đóng vai trò như là một điểm trung tâm dành cho Brotherhood, và người chơi có thể kiếm được các dịch vụ thiết yếu như sửa đồ, hậu cần và y tế. Những nhân vật từ các nhiệm vụ đã hoàn thành thỉnh thoảng ghé thăm các điểm boong ke. Sau khi nhận được thông báo sơ lược nhiệm vụ từ viên tướng phụ trách boong ke, tổ đội của người chơi có thể di chuyển đến khu vực mà nhiệm vụ sẽ diễn ra. Dù đây thường là một thị trấn, nhưng nó cũng có thể là nhà máy, khu trại tập trung quân sự hoặc là Vault. Tại đây, người chơi được cung cấp tấm bản đồ khu vực có đánh dấu các mục tiêu và ghi chú cần thiết.
Phần chiến đấu trong Fallout Tactics phức tạp hơn nhiều so với hai bản Fallout trước đây. Khác với hai phiên bản tiền nhiệm sở hữu hệ thống chiến đấu theo lượt cá nhân, Fallout Tactics có tới ba chế độ chiến đấu: Continuous Turn-Based (CTB), Individual Turn-Based (ITB) và Squad Turn-Based (STB). CTB là dạng theo lượt liên tiếp giúp mọi thành viên trong nhóm có thể hành động cùng một lúc, và các điểm hành động được tái tạo với tốc độ dựa trên điểm Agility. ITB là hệ thống theo lượt cá nhân được sử dụng trong phiên bản đầu tiên. STB là một biến thể tương tự; khác ở chỗ là đánh theo nhóm. Những thay đổi khác bao gồm khả năng thay đổi tư thế, điều chỉnh chiều cao, và thiết lập các chế độ canh gác, cho phép nhân vật tự động bắn vào CTB khi giao tranh với đối phương. Fallout Tactics là bản Fallout đầu tiên có phần chơi mạng. Trong phần chơi này, mỗi người chơi điều khiển một nhóm nhân vật của mình đối địch với những người chơi khác. Trong quá trình thiết lập trò chơi, người chơi được cấp một số điểm nhất định để mua thêm thành viên và trang bị cho cả đội. Mặc dù nhân vật chính trong phần chơi đơn phải là con người, nhưng những người được tuyển mộ từ Brotherhood và các nhân vật so tài trong phần chơi mạng có thể thuộc bất kỳ sáu chủng tộc nào trong game bao gồm: Humans, Super Mutants, Ghouls, Deathclaws, Dogs và Humanoid Robots.

## Fallout: Warfare
Fallout: Warfare là một trò wargame sa bàn thu nhỏ được phát triển bởi Christopher Taylor, ban đầu được phát hành như là một phần của đĩa CD bonus kèm theo bản đặt trước của Fallout Tactics. Nó mô phỏng lối chiến đấu theo nhóm và sử dụng các mô hình lắp ghép dựa trên phong cách nghệ thuật đậm chất Fallout Tactics. Trò chơi có một phiên bản được sửa đổi của hệ thống SPECIAL. Fallout: Warfare gồm có 5 phe phái: The Brotherhood of Steel, Mutants, Raiders and Reavers, Beastlords và Robots; ba loại đơn vị quân: Grunts, Squadleaders và Heroes; và bốn màn kịch bản: Skirmish, Convoy, Treasure Hunt! và Wild America.

## Đón nhận
Fallout Tactics được sự đón nhận và đánh giá thuận lợi thông thường theo trang tổng hợp kết quả đánh giá Metacritic. PC Gamer chấm cho game số điểm là 85%. Hệ thống chiến đấu cải tiến được hoan nghênh, ngay cả khi AI của máy thông thường không phản ứng cho tới lúc bị người chơi bắn trúng. Những lời chỉ trích chính của Fallout Tactics là tính tuyến tính của nó so với các bản Fallout trước đây và nhấn mạnh vào phần chiến đấu hơn là mảng nhập vai truyền thống. Một số lỗi liên quan đến xe cộ trong game chưa bao giờ được sửa chữa lại và có khả năng gây bực bội cho người chơi.